# Station Windsor & Eton Central
Windsor & Eton Central is een spoorwegstation van National Rail in Windsor, Windsor and Maidenhead in Engeland. Het station is eigendom van Network Rail en wordt beheerd door Great Western Railway. Het station is geopend in 1849.

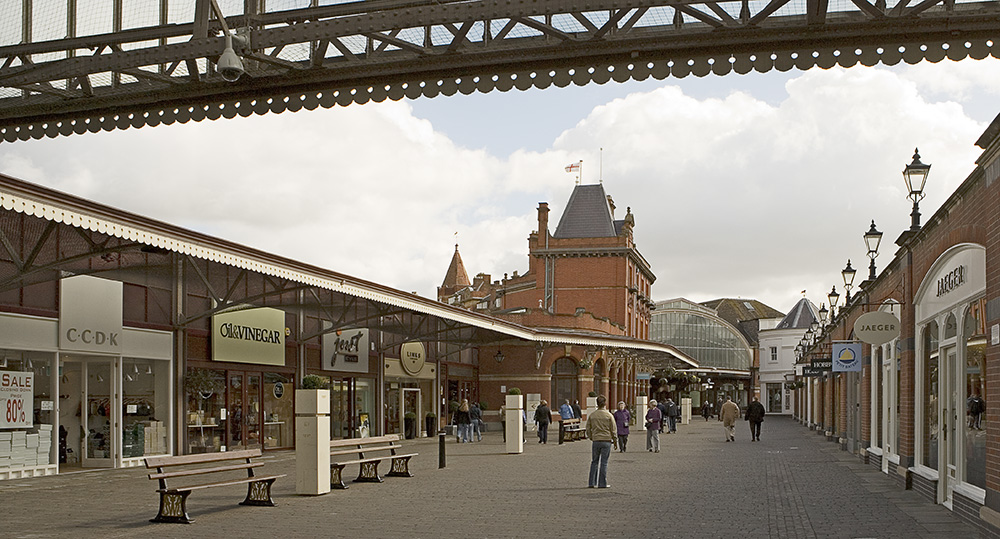

Een groot deel van het oorspronkelijke station is in gebruik als winkelcentrum, onder de naam Royal Windsor Shopping Centre. Het station heeft slechts één perron.